# Alexander Saade

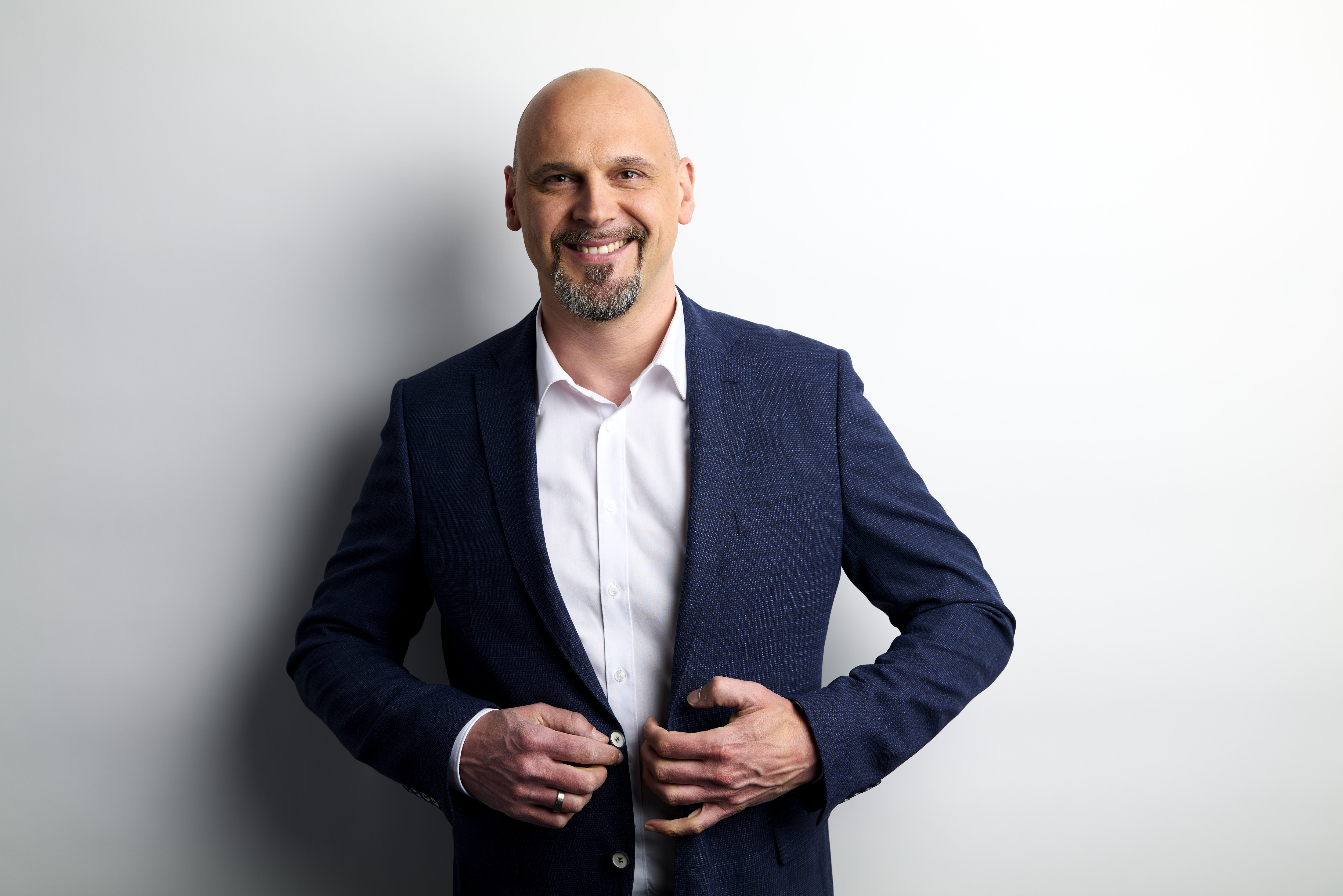
Alexander Saade (2022)

Alexander Saade (* 13. Juli 1976 in Osterode am Harz) ist ein deutscher Politiker der SPD. Seit 2022 gehört er dem niedersächsischen Landtag als Abgeordneter an.

## Leben und Beruf
Saade wuchs in Osterode auf, wo er auch die Realschule besuchte. Nach dem Schulabschluss 1992 ging er zur Polizei Niedersachsen, zunächst als Polizeibeamter im mittleren Dienst. Zwischenzeitlich war er in Lüneburg und Braunschweig tätig. Von 2003 bis 2007 gehörte er dem deutschen Polizeikontingent der Vereinten Nationen im Kosovo an. Danach kehrte er nach Deutschland zurück und trat dem Polizeikommissariat Oberharz in Clausthal-Zellerfeld bei. Kurz darauf stieg er in den gehobenen Polizeidienst auf. Nachdem er zunächst im Einsatz- und Streifendienst tätig gewesen war, wechselte er in den Kriminalermittlungsdienst, bei dem er bis zur Wahl in den Landtag vorrangig für Betrugsdelikte, Ausländerrecht und Umweltdelikte zuständig war. Daneben gehörte er dem Personalrat der Polizeiinspektion Goslar an.
Saade ist verheiratet und hat vier Kinder. Er wohnt in Freiheit, einem Stadtteil von Osterode am Harz.

## Politik
Im Jahr 2010 trat Saade in die SPD ein und übernahm verschiedene parteipolitische Funktionen; so ist er seit 2014 Vorsitzender des SPD-Ortsvereins Osterode und gehört seit 2019 dem Vorstand des SPD-Bezirks Hannover an. Er gehört dem Ortsrat von Freiheit an, wo er von 2011 bis 2016 Fraktionsvorsitzender war. Seit 2012 gehört er, zunächst als kooptiertes Mitglied, dem Osteroder Stadtrat an, seit 2016 ist er Beigeordneter der Stadt. Seit 2021 gehört er auch dem Kreistag des Landkreises Göttingen an.
Bei der Niedersächsischen Landtagswahl 2022 gewann er das Direktmandat im Wahlkreis Göttingen/Harz und zog so in den Landtag ein.